# Priscagamidae
Priscagamidae (лат.) — вымершее семейство игуанообразных ящериц. Представители найдены в позднемеловых отложениях Монголии и Китая и в эоценовых отложениях Индии, во временном диапазоне от 83,6 до 48,6 миллионов лет. Вероятно, древнейшие Priscagamidae неопределённых родов найдены в аптcко-альбских отложениях (ранний мел) локации Хобур, Монголия. К семейству относят роды Heterodontagama, Mimeosaurus, Phrynosomimus, Priscagama и, возможно, Pleurodontagama. Первые окаменелости Priscagamidae были найдены в формациях Дьядохта и Хермеен-Цав в Монголии. Позднее они обнаружились в индийской формации Камбэй, в 2013 году из её отложений описан род Heterodontagama.
Изначально Priscagamidae были описаны как подсемейство агамовых (Agamidae) и названы Priscagaminae в 1984 году, но в 1989 их переклассифицировали как отдельное семейство. По результатам большинства филогенетических анализов (анализы эволюционного родства) по-прежнему обнаруживается тесное родство между Priscagamidae и агамовыми (оба семейства помещаются в кладу Chamaeleontiformes), хотя в исследовании 2015 года Priscagamidae определены как самое базальное семейство по отношению к другим кладам игуанообразных, и на основе этого исключаются из них, формируя более объёмную кладу Iguanomorpha.